# Abdulaziz Al-Gumaei
Abdulaziz Mohammed Ali Al-Gumaei, mais conhecido como Abdulaziz Al-Gumaei (8 de janeiro de 1990), é um futebolista iemenita que atua como Zagueiro. Atualmente, joga pelo Mesaimer.

## Carreira internacional
Ele fez sua estréia para o Seleção Iemenita de Futebol em 9 de dezembro de 2012 em uma partida contra o Bahrein durante a Copa de WAFF de 2012.